# Habitatge al carreró del Salí, 32 (Cervera)
Habitatge al carreró del Salí, 32 és una obra de Cervera (Segarra) protegida com a Bé Cultural d'Interès Local.

## Descripció
Edifici entre mitgeres, situat al bell mig del nucli antic de Cervera, desenvolupat en el tram on s'aixequen els porxos del carrer Major. La casa s'estructura amb planta baixa, dos pisos i golfes. De l'immoble, destaca la façana posterior situada al carreró del Salí, paral·lel al carrer Major. Aquesta façana, s'estructura amb planta baixa i dos pisos, dominant la part dels pisos, realitzada amb aparell de maó i configurada a partir de tres finestrals d'ampit, d'arc pla i protegits amb barana de ferro forjat. Cadascuna de les finestres, elaborada amb vidre i fusta, està separada per pilars de maó, en conjunt fent referència als edificis industrials anglesos del segle xix.